# Fergalicious
Fergalicious je druhý singl americké zpěvačky Fergie z její sólové desky The Dutchess. Singl vyšel v roce 2006. Píseň se dostala v několika zemích na první místo singlové hitparády. V USA se dostala na 2. místo.

## Informace o písni
Píseň zaznamenala celosvětový úspěch a v USA obdržela dvakrát multi-platinu a v prestižním žebříčku Billboard Hot 100 vydržela 14 týdnů a patří k nejstahovanějším písním na iTunes. Fergalicous nebyla vydána v Irsku a Velké Británii, ale objevila se zde jako A strana singlu Clumsy v roce 2007.
Píseň obdržela i několik ocenění. V Austrálii jej vyhlásili nejvíce sexy videoklipem a nejlepším zahraničním klipem.

## Videoklip
Videoklip měl premiéru v říjnu 2006 a režírovala jej Fatima Robinson, která podle svých slov pojala videoklip jako „Fergieland“. Zpěvačka se ve videoklipu objevuje v posilovně, ve skautském oblečku nebo v dortu.
Klip posloužil i k propagaci mobilního telefonu Samsung K5 MP3 Player.

## Úryvek textu
Fergalicious (so delicious)
But I ain't promiscuous.
And if you was suspicious,
All that shit is fictitious.
I blow kisses (mmmwwahhh)
That puts them boys on rock, rock.
And they be lining down the block just to watch what I got (four, tres, two, uno)

## Umístění
| Hitparáda     | Umístění |
| ------------- | -------- |
| Česko         | 29       |
| Brazílie      | 1        |
| Austrálie     | 4        |
| Rakousko      | 34       |
| Belgie        | 11       |
| Chile         | 1        |
| Finsko        | 3        |
| Francie       | 15       |
| Německo       | 23       |
| Nový Zéland   | 5        |
| Norsko        | 10       |
| Polsko        | 50       |
| Portugalsko   | 24       |
| Rumunsko      | 23       |
| Rusko         | 1        |
| Švédsko       | 22       |
| Švýcarsko     | 29       |
| Turecko       | 4        |
| USA           | 2        |
| Svět[zdroj⁠?!] | 4        |